# مقاطعة بانولا (تكساس)
مقاطعة بانولا (بالإنجليزية: Panola  County)‏ هي إحدى المقاطعات في ولاية تكساس، الولايات المتحدة الأمريكية، يبلغ عدد سكانها 23,796 نسمة طبقا لإحصاء عام 2010 .

موقع المقاطعة في ولاية تكساس

## أعلام
- والتر بريسكوت ويب